# 帰郷 (2011年のテレビドラマ)
ドラマ特別企画2011・帰郷（ドラマとくべつきかくにせんじゅういち・ききょう）は、TBS系列で、2011年12月23日の21:00 - 23:19（JST）に放送されたテレビドラマの特別番組である。

## 概要
実の兄弟であり、役柄の上でも兄弟役として主演する渡哲也と渡瀬恒彦が、1971年4月5日から1972年3月27日までNHKで放送された『あまくちからくち』以来、40年振りの共演作となった。
ドラマ放送同日の15:20 - 15:50には、『ドラマ特別企画2011「帰郷」ナビ』も放送され、撮影の模様をはじめ、渡と渡瀬のインタビューも放送された（インタビュアーは、TBSアナウンサーの水野真裕美）。

## あらすじ
千葉県の行徳で、実家の神尾医院を継いだ兄・龍太郎は、寛治ら地元の患者を診察する日々を送っていた。そんな中、年の瀬も押し迫った12月のある日、弟・真次郎が羽田空港へと降り立った。真次郎は、大分県の国東半島で地域医療に携わっており、自分の年齢のことも考え、自分の後継者を探すのが目的であった。
龍太郎と真次郎には、21年前に起きた真次郎の愛娘・真理の病死のいきさつを巡って対立が続いていた最中での真次郎の帰郷であった。

## 出演
- 神尾龍太郎 - 渡哲也
- 神尾真次郎 - 渡瀬恒彦
- 神尾千春（龍太郎の妻、真次郎の義姉） - 富司純子
- 神尾佐和子（真次郎の妻・故人） - 古手川祐子
- 神尾珠美（龍太郎の長女、真次郎の姪） - 内田有紀
- 神尾裕介（龍太郎の長男、真次郎の甥） - 良知真次
- 中台寛治（龍太郎の親友・真次郎の幼馴染） - 柄本明
- 中台泰造（寛治の息子） - 徳重聡
- 吉原隆（珠美の交際相手） - 中西良太
- 吉原沙織（吉原隆の連れ子） - 小林星蘭
- 神尾真理（真次郎の娘・故人） - 松本春姫
- 武居秀剋（寛治の部下） - 金児憲史
- 松田里子（龍太郎の病院の看護婦）  - 美保純
- 佐山滋（東都大学病院院長） - 寺田農
- 深谷あさみ（真次郎の義妹・佐和子の妹） - 大竹しのぶ
- 斎藤正文 - 斎藤歩
- 寺の住職 - 宮内洋
- レストラン支配人 - 金山一彦
- 真次郎の診療所の看護婦 - 一木恵里花
- その他 - 山田アキラ、たむらもとこ、高部あい、丸岡真由子、橋口麻依子、宮代祐加、一條こま、大樹、花原照子、佐藤仙學、鶴町梨紗、家村英莉、重岡陽人、馬島桂子、柴田卓也

## スタッフ
- 脚本 - 久松真一
- 監督 - 村田忍
- 音楽 - 遠藤浩二
- 医療監修 - 天野篤、川崎志保理（順天堂大学医学部）
- 特殊造形 - 奥山哲志
- CG - 岡野正広
- ロケ協力 - 大分県、大分県東部振興局、国東市、豊後高田市、周防灘フェリー、大分空港、千葉県フィルムコミッション、浦安市、本塩囃子保存会　ほか
- スタジオ - 東京メディアシティ
- 企画協力 - 中村洋（オフィス27）
- 企画 - 小椋正樹（ニューウェーヴ）、十二竜也（TBSテレビ）
- プロデューサー - 小椋正樹（ニューウェーヴ）
- 製作著作 - ニューウェーヴ・TBS